# Puncturella piccirida
Puncturella piccirida is een slakkensoort uit de familie van de Fissurellidae. De wetenschappelijke naam van de soort is voor het eerst geldig gepubliceerd in 2001 door Palazzi & Villari.